# Никульников, Алексей Алексеевич
Алексе́й Алексе́евич Нику́льников (род. 15 мая 1961, Шахты) — советский и российский актёр театра и кино.

## Биография
Родился 15 мая 1961 года в городе Шахты, Ростовской области.
В 1980 году окончил Ростовское училище искусств. В 1984 году окончил Школу-студию МХАТ (курс И. Тарханова).
Снимается в кино с 1979 года (дебютировал в роли Ивана, сына Клавдии в фильме «Цыган»). Посетил множество стран, жил в Новой Зеландии, где провёл два года. Вёл русскоязычную передачу на новозеландском радио, трудился маляром, строителем, курьером в ресторане, работал в разделочном цехе на рыболовном судне в океане, пел на клиросе в новозеландском православном храме. C 1986 года по настоящее время актёр театра «Около дома Станиславского». Сотрудничает с телеканалами «Спас» и «Радость моя». Ранее 2x2, Прометей АСТ и 7ТВ.

## Творчество
Много лет занимается бардовской песней, пишет стихи, музыку, выступает с концертами. Ведёт на телевидении еженедельную передачу для детей об истоках Православия. Работает в театре «АПАРТЕ». Автор, актёр закадрового озвучивания и кукловод программы «Сам себе режиссёр» на телеканале «Россия».
Съёмки в фильмах «Цыган» и «Возвращение Будулая» принесли ему всесоюзную славу.

## Семья
Алексей Никульников был женат дважды. Сына Борис от первого брака в десятилетнем возрасте сбила электричка, вследствие чего он получил серьёзную черепно-мозговую травму. Скончался после двухнедельного пребывания в коме. Супруга Никульникова после смерти сына принята постриг.
Со второй женой — Еленой Авакумовой — прожил в браке 11 лет. В 2016-м году она умерла от рака.

## Фильмография
- 1979 — Цыган — Ваня, сын Клавдии
- 1985 — Возвращение Будулая — Иван
- 1985 — Жил отважный капитан
- 1986 — Михайло Ломоносов — студент
- 1992—1994 — Горячев и другие
- 1993 — Раскол — Дмитрий Ульянов
- 1994 — Петербургские тайны
- 1995 — Мужской талисман
- 2003 — Возвращение Мухтара
- 2004 — Параллельно любви.
- 2004 — Слепой — Владимир Малахов
- 2005 — Атаман (телесериал) — Чичагов
- 2009 — Всегда говори «Всегда»- 5 — гид в Индии
- 2010 — Тухачевский. Заговор маршала — Иона Якир
- 2010 — Застывшие депеши — капитан яхты
- 2013 — Станица (сериал)